# 中町兄妹
中町兄妹（なかまちきょうだい）は、兄の中町JPと妹の中町綾から成る日本の2人組YouTuber。東京都江戸川区出身。トキメキクリエイト所属。

## 来歴
兄の中町JPは1998年1月8日、妹の中町綾は2001年1月10日生まれで、3歳差の兄妹である。幼少期を埼玉県で過ごし、2005年頃から3年ほど中国上海市で暮らし、その後東京都江戸川区で育った。中国には親の転勤のため家族で住んでいた。
中町綾は中学時代にスカウトを受けてファッションモデルとして活動を開始。中町JPは高校時代にTwitter上へ動画を投稿するようになった。その後、2017年11月15日に中町JPが、2018年8月1日に中町綾が、それぞれYouTubeへの動画投稿を開始。
2020年3月16日、中町JPが地元仲間と共にインフルエンサーマネジメント事務所「トキメキクリエイト」を設立。
2020年5月11日、TikTokにて共同アカウントを開設し、「中町兄妹」として活動を開始。
2020年10月11日、中町綾のYouTubeチャンネルの登録者数が10万人を突破したことを記念して、YouTubeチャンネル「中町兄妹」を開設。兄妹YouTuberとして活動するに至った経緯には、レペゼン地球のDJ社長からの勧めがあった。
2021年9月4日、『東京ガールズコレクション 2021 AUTUMN/WINTER』に初出演。11月9日、アパレルブランド「JUST A NOON」のプロデュースを開始。
2022年2月5日、YouTubeのチャンネル登録者数が100万人を突破。
2024年6月22日、江戸川区総合文化センターにて初のオフ会を開催。応募者数は23,000人にのぼり、収益の全額を地元の江戸川区に寄付した。2025年1月13日には、同会場で開催された『令和7年 江戸川区二十歳を祝う会』にて、サプライズゲストとして登壇した。

## メンバー
中町JP（なかまち ジェイピー）
本名は中町純平（なかまち じゅんぺい）。1998年1月8日生まれ。
東京都立小岩高等学校を経て、2020年に日本大学を卒業。
所属事務所「トキメキクリエイト」の代表取締役を務める。
YouTuberのジュキヤと共にバー「J&J」のプロデュースや、TikTok配信事務所「J&J is Neat」の運営も行う。
中町綾（なかまち あや）
本名は同じ。2001年1月10日生まれ。
2019年に東京都立第三商業高等学校を卒業。
「高一ミスコン2016」でのグランプリ獲得や、『真夏のオオカミくんには騙されない♥』への出演経験、『CanCam』専属モデルとしての活動経験がある。
アサイーボウル専門店「I♡ACAI」やスキンケアブランド「ASUNE」のプロデュースも行う。

## 騒動と批判

### 埼玉県八潮市の道路陥没事故に関する発言
2025年2月2日、YouTubeに投稿した動画内で、同年1月に埼玉県で発生した埼玉県八潮市道路陥没事故について言及した。その中で、中町綾は「そういうの見て、でっかいトラックが通る時は一緒に走らないようにしようと思ったり。まじで日々どう生きるかを常に学んでる」「（自分が）秒で死んだらおもろいよね」と発言した。これに対して、中町JPは「最近あったな、生きたまま救助活動ね」「死なないような生き方をずっとしてるんだ」と笑いながら反応し、「家族として秒で死んだらおもろくないから。悲しすぎる」「めっちゃ悲しいからその家族は。あんなやってたのに、めっちゃ穴落ちて死んだんですけどみたいな」と指摘した。
こうした発言にインターネット上では事故を軽視しているとして批判が寄せられた。同月9日、YouTubeを更新し、「このたびは私たちの不適切な言動により、不快な思いをさせてしまい、申し訳ありませんでした」と発言を謝罪した。
騒動を受けて、2月12日から中町綾がイメージモデルを務める予定だったランジェリーブランド「ピーチ・ジョン」の企画「It girlが魅せる春ランジェリー」が公開中止となった。3月4日、YouTube上であらためて発言を謝罪し、中町綾が務めていたファッション雑誌『CanCam』の専属モデルを降板したことを報告した。

## 事業
- インフルエンサーマネジメント事務所「トキメキクリエイト」（2020年3月16日） - 中町JP 代表取締役
- アパレルブランド「JUST A NOON」（2021年11月9日、トリドリ・トキメキクリエイト） - 中町兄妹[7][8]
- スキンケアブランド「ASUNE」（2022年10月5日・ダイヤコーポレーション・トキメキクリエイト） - 中町綾[22]
- バー「J&J 渋谷店」（2023年5月20日） - 中町JP[13]
- バー「J&J 六本木店 by PDT」（2023年12月11日） - 中町JP
- TikTok配信事務所「J&J is Neat」（2024年6月1日） - 中町JP[14]
- アサイーボウル専門店「I♡ACAI」（2024年8月7日） - 中町綾[21]

## イベント

### 単独イベント
- オフ会（2024年6月22日、江戸川区総合文化センター） - 中町兄妹[10]

## 出演

### ウェブ番組
- 真夏のオオカミくんには騙されない♥（第6回 - 第10回、2017年8月26日 - 9月23日、ABEMA SPECIAL） - 中町綾
- シャッフルアイランド Season3（全8回、2022年11月30日 - 2023年1月18日、ABEMA SPECIAL） - 中町綾 MC

### ラジオ番組
- 中町JPとジュキヤのチョメチョメナイト（全81回、2022年11月1日 - 2024年5月14日、ラジオ大阪） - 中町JP[27]

### ミュージックビデオ
- あきんどスシロー「大好きスシロー」（2022年5月9日、FOOD&LIFE COMPANIES）[28]

### CM
- リクルートホールディングス スタディサプリ進路 ウェブCM 「志望校」篇（2017年） - 中町綾[29]
- Google Pixel ウェブCM 中町綾・とうあ「あなたの楽しいが、もっと広がる。」篇（2023年） - 中町綾
- 医療法人社団エムエフシー 銀座ファインケアクリニック テレビCM 「今日のわたし」篇（2024年8月3日） - 中町綾[30]

## 音楽作品

### デジタルシングル
- ジュキヤと純平「人生トントン説」（2022年12月14日、ポニーキャニオン） - 中町JP[31]

## 書籍

### スタイルブック
- 中町綾 1ST STYLE BOOK 私の人生ノリで草。（2021年7月15日、KADOKAWA、ISBN 9784048970655） - 中町綾

### 雑誌
- CanCam（2024年10月号 - 2025年3月号、小学館） - 中町綾 専属モデル[19][20]

### 連載
- CanCam.jp #綾コンサル（vol.0 - 5、2024年8月24日 - 2025年3月4日、小学館） - 中町綾[32]

## 受賞歴
- 高一ミスコン2016 グランプリ（2016年8月22日） - 中町綾[16][17]